# Psary (gmina w województwie wrocławskim)
Psary – dawna gmina wiejska istniejąca w latach 1945–1954 w woj. wrocławskim (dzisiejsze woj. dolnośląskie). Siedzibą władz gminy były Psary.
Gmina Psary powstała po II wojnie światowej na terenie tzw. Ziem Odzyskanych (tzw. II okręg administracyjny – Dolny Śląsk). 28 czerwca 1946 gmina – jako jednostka administracyjna powiatu górowskiego – weszła w skład nowo utworzonego woj. wrocławskiego.
Według stanu z 1 lipca 1952 gmina składała się z 17 gromad: Bieliszów, Borki, Cielążyn, Cieszyny, Czeladź, Daszów, Drozdowice Małe, Jemielno, Łęczyca, Osłowice, Piotrowice Małe, Piskorze, Psary, Smolne, Wierzowice Małe, Wojciechów i Zdziesławice.
21 września 1953 z gminy Psary wyłączono gromadę Czeladź (Wielka), włączając ją do gminy Wąsosz w tymże powiecie
Gmina została zniesiona 29 września 1954 wraz z reformą wprowadzającą gromady w miejsce gmin. Jednostki nie przywrócono 1 stycznia 1973 wraz z kolejną reformą reaktywującą gminy, a jej dawny obszar wszedł głównie w skład nowej gminy Jemielno.